# Bintou Diémé
Bintou Diémé (Évreux, 1 de fevereiro de 1984) é uma basquetebolista senegalesa, nascida na França.

## Carreira
Diémé integrou a Seleção Senegalesa de Basquetebol Feminino nos Jogos Olímpicos Rio 2016, que terminou na décima segunda posição.